# Limeni bubanj (1979.)
Limeni bubanj (njem. Die Blechtrommel) je njemačko-francuski film iz 1979. godine redatelja Volkera Schlöndorffa. Film je baziran na istoimenom romanu nobelovca Güntera Grassa iz 1959. Film je nagrađen Oscarom 1979. godine za najbolji strani film i s Zlatnom palmom na filmskom festivalu u Cannesu iste godine.

## Radnja
U središtu filma je mali dječak Oskar Matzerath (David Bennent), koji za treći rođendan dobiva na poklon od majke limeni bubanj, koji je nerazdvojni dio njegovog života. Oskar odrasta 1930-ih u Gdanjsku, i film slijedi radnju tog doba kroz malog bubnjara. 
Film ocrtava rast nacizma i veliki je povijesni roman o Gdanjsku.

## Uloge
- David Bennent - Oskar Matzerath
- Mario Adorf - Alfred Matzerath
- Angela Winkler - Agnes Matzerath
- Daniel Olbrychski - Jan Bronski
- Katharina Thalbach - Maria Matzerath
- Charles Aznavour - Sigismund Markus
- Tina Engel - Anna Koljaiczek
- Roland Teubner - Joseph Koljaiczek
- Tadeusz Kunikowski - ujak Vinzenz
- Andréa Ferréol - Lina Greff
- Heinz Bennent - Greff
- Ilse Pagé - Gretchen Scheffler
- Werner Rehm - Scheffler
- Käte Jaenicke - majka Truczinski

## Vanjske poveznice
- IMDb - Limeni bubanj